# Śląska Grupa Bluesowa
Śląska Grupa Bluesowa – polska grupa muzyczna grająca bluesa, założona w 2003 roku. 

## Historia
Jan „Kyks” Skrzek, Leszek Winder, Michał Giercuszkiewicz i Jerzy Kawalec grali ze sobą od 1972 roku pod nazwą Apogeum, a od roku 1983 (w składzie: Kawalec, Giercuszkiewicz i Winder) jako Bezdomne Psy. Zespół ten nagrywał i koncertował z Janem „Kyksem” Skrzekiem podczas całej jego solowej kariery. Po śmierci basisty Jerzego „Kawy” Kawalca w 2003 roku zespół zakończył działalność. W tym samym roku Skrzek, Giercuszkiewicz i Winder zaprosili do współpracy wieloletniego przyjaciela Mirosława Rzepę, zakładając Śląską Grupę Bluesową. Przez okres dwóch lat z zespołem współpracował doświadczony śląski muzyk, basista Jacek Gazda. Muzycy występujący w grupie współpracowali m.in. z: SBB, Krzakiem, Dżemem, Cree, Bezdomnymi Psami, Kwadratem, Apogeum, czy też wykonawcami: Józefem Skrzekiem, Tadeuszem Nalepą, Ireneuszem Dudkiem, Ryszardem Skibińskim, Ryszardem Riedlem, Zbigniewem Hołdysem, Martyną Jakubowicz i Elżbietą Mielczarek i wielu innymi. Po śmierci Jana „Kyksa” Skrzeka (zmarł 29 stycznia 2015 w Katowicach) zespół kontynuował działalność zapraszając okazjonalnie przyjaciół muzyków (Agnieszka Łapka w zespole od 2007 roku oraz Krzysztof Głuch, Michał Kielak, Adam Kulisz i inni). Zespół od lat jest uznawany za głównego przedstawiciela śląskiego bluesa. 
27 lipca 2020 po ciężkiej chorobie zmarł Michał „Gier” Giercuszkiewicz, perkusista zespołu. Ta śmierć skonsolidowała muzyków i zespół zaczął znacząco koncertować. Obecny skład zespołu to: Agnieszka Łapka – śpiew, Krzysztof Głuch – fortepian, Michał Kielak – harmonijki, Mirek Rzepa – gitara basowa, Maksymilian Ziobro – perkusja i Leszek Winder – gitara. W 2022 roku ukazała się nowa płyta a muzycy zespołu zostali znacząco wyróżnieni w ankiecie Blues Top kwartalnika „Twój Blues”.  

## Dyskografia
- Jan „Kyks” Skrzek i Śląska Grupa Bluesowa – Bo takie są dziewczyny (2005)[3]
- Jan „Kyks” Skrzek i Śląska Grupa Bluesowa – Pełnia Słońca (2009)[3]
- Blues Night (2013, DVD)[4]
- Live HRPP 4.01.2012 (2014, SP)[5]
- Kolory Bluesa (2014)[6]
- Jan „Kyks” Skrzek In Memoriam (2015, 2 CD+DVD)[7]
- Tu i teraz  (2022, CD[2] i LP w 2023[8])

## Nagrody i wyróżnienia
| Rok  | Kategoria                 | Tytułem       | Nagroda        | Nota      | Źródło |  |
| ---- | ------------------------- | ------------- | -------------- | --------- | ------ |  |
| 2015 | Album roku muzyka korzeni | Kolory Bluesa | Fryderyki 2015 | Nominacja | [ 9 ]  |  |
| 2023 | Album roku Blues          | Tu i Teraz    | Fryderyki 2023 | Nominacja | [ 10 ] |  |